# يوهان توبياس بورغ
يوهان توبياس بورغ (بالإنجليزية: Johann Tobias Bürg)‏ (و. 1766 – 1835 م) هو عالم فلك من الإمبراطورية الرومانية المقدسة . ولد في فيينا. وكان عضواً في الأكاديمية الروسية للعلوم، والأكاديمية الأمريكية للفنون والعلوم، والأكاديمية البروسية للعلوم .
توفي عن عمر يناهز 69 عاماً.